# Michael Johnson (Fußballspieler, 1988)
Michael Johnson (* 24. Februar 1988 in Urmston, Greater Manchester) ist ein ehemaliger englischer Fußballspieler.
Der vielseitig im Mittelfeld einsetzbare ehemalige Jugendnationalspieler zog schnell Vergleiche mit dem Ex-City-Spieler Colin Bell und aufgrund seiner raumgreifenden Läufe mit Steven Gerrard auf sich, hatte aber in jungen Jahren bereits häufig Verletzungsrückschläge zu erleiden.

## Sportlicher Werdegang
Johnson spielte in der Jugend beim FC Everton und kam im Jahr 2004 zu Manchester City. Er war Bestandteil der „Citizens“-Nachwuchsmannschaft, die im Jahr 2006 das Finale des FA Cups erreichte und kurze Zeit später hatte er am 21. Oktober 2006 bei der 0:4-Niederlage gegen Wigan Athletic seine Premiere in der Premier League. Mit seiner nächsten Partie gegen den FC Middlesbrough am 17. März 2007 leitete er eine Serie von sieben Partien für die erste Mannschaft ein und stand dabei auch in den wichtigen Partien gegen den FC Arsenal und Manchester United von Beginn an auf dem Platz.
Sein erstes Premier-League-Tor erzielte er am 15. August 2007 beim 1:0-Sieg gegen Derby County. Nach einer Pause infolge einer Unterleibsoperation zu Anfang 2008 knüpfte er in der Saison 2008/09 anfänglich an die guten Leistungen an und harmonierte vor allem gut mit Stephen Ireland und Elano. Seine rückkehrenden Unterleibsprobleme sorgten jedoch dafür, dass die Spielzeit für ihn am 24. September 2008 mit einem 2:2 gegen Brighton & Hove Albion im Ligapokal vorzeitig endete und erst im April 2009 gab er in der Reservemannschaft von Manchester City sein Comeback.
Beim 3:1-Sieg gegen West Ham United bestritt Johnson am 28. September 2009 wieder einmal eine Premier-League-Partie (als Einwechselspieler für Gareth Barry) und nach nur einer weiteren Begegnung im Monat darauf im Ligapokal zog er sich eine derart schwere Knieverletzung zu, dass der Verein im Dezember 2009 verkündete, dass Johnson in der Spielzeit 2009/10 nicht mehr in einem Profispiel zu sehen sein werde.
Zur Saison 2011/12 wurde Johnson an Leicester City ausgeliehen, im Januar 2012 aber wieder an Manchester City zurückgeschickt.
Am 15. Januar 2013 wurde bekannt, dass Manchester City bereits kurz vor Weihnachten 2012 Johnson ausgezahlt und damit seinen Vertrag aufgelöst hat. Dies wurde erst bekannt, nachdem ein auf Twitter erschienenes Foto Johnson nicht in Form und übergewichtig zeigte.